# Lista de espécies do gênero Mesophyllum
Mesophyllum Marie Lemoine, 1928  é o nome botânico  de um gênero de algas vermelhas marinhas pluricelulares da família Hapalidiaceae, subfamília Melobesioideae.
- Atualmente o gênero apresenta 46 espécies taxonomicamente válidas:

## Espécies
| - Mesophyllum aemulans (Foslie & M.A. Howe) Adey - Mesophyllum aleuticum Lebednik, 2004 - Mesophyllum alternans (Foslie) Cabioch & Mendoza, 1998 - Mesophyllum brachycladum (Foslie) Adey, 1970 - Mesophyllum canariense (Foslie) M. Lemoine, 1928 - Mesophyllum caraiensis (Foslie) M. Lemoine - Mesophyllum commune M. Lemoine, 1939 - Mesophyllum conchatum (Setchell & Foslie) Adey, 1970 - Mesophyllum crassiusculum (Foslie) P. A. Lebednik, 2004 - Mesophyllum crispescens (Foslie) M. Lemoine, 1954 - Mesophyllum curtum M. Lemoine, 1939 - Mesophyllum cystocarpideum (Foslie) Adey 1970 - Mesophyllum ectocarpon (Foslie) Adey - Mesophyllum ehrmannii M. Lemoine, 1939 - Mesophyllum engelhartii (Foslie) Adey, 1970 - Mesophyllum erubescens (Foslie) M. Lemoine, 1928 - Mesophyllum exasperatum (Foslie) Adey, 1970 - Mesophyllum expansum (Philippi) Cabioch & Mendoza, 2003 - Mesophyllum floridanum (Foslie) W.H. Adey ex M.J. Wynne, 1986 - Mesophyllum funafutiense (Foslie) Verheij, 1993 - Mesophyllum imbricatum (Dickie) Adey, 1970 - Mesophyllum incertum (Foslie) Me. Lemoine, 1928 - Mesophyllum incisum (Foslie) Adey, 1970 | - Mesophyllum inconspicuum (Foslie) Adey, 1970 - Mesophyllum koritzae M. Lemoine, 1939 - Mesophyllum lamellatum (Setchell & Foslie) W.H. Adey, 1970 - Mesophyllum laxum M. Lemoine, 1929 - Mesophyllum lichenoides (J. Ellis) Marie Lemoine, 1928 - Mesophyllum macedonis Athanasiadis, 1999 - Mesophyllum macroblastum (Foslie) Adey, 1970 - Mesophyllum megagastri Athanasiadis, 2007 - Mesophyllum mesomorphum (Foslie) Adey, 1970 - Mesophyllum nitidum (Foslie) Adey, 1970 - Mesophyllum ornatum (Foslie & M.A. Howe) Athanasiadis, 1999 - Mesophyllum printzianum Woelkerling & A.S. Harvey, 1993 - Mesophyllum pulchrum (Weber-van Bosse & Foslie) Lemoine, 1928 - Mesophyllum sancti-dionysii M. Lemoine, 1939 - Mesophyllum schenckii Howe, 1934 - Mesophyllum siamense (Foslie) Adey, 1970 - Mesophyllum simulans (Foslie) M. Lemoine, 1928 - Mesophyllum stenopon Athanasiadis, 2007 - Mesophyllum superpositum (Foslie) Adey, 1970 - Mesophyllum syntrophicum (Foslie) W.H. Adey, 1970 - Mesophyllum syrphetodes Adey, Townsend & Boykins, 1982 - Mesophyllum tenue (Kjellman) Lebednik, 1975 - Mesophyllum vancouveriense (Foslie) R.S. Steneck & R.T. Paine, 1986 |